# 161715 Wenchuan
161715 Wenchuan este un asteroid din centura principală de asteroizi.

## Descriere
161715 Wenchuan este un asteroid din centura principală de asteroizi. A fost descoperit pe 23 iunie 2006 la Observatorul Lulin de Ting Chang Yang și Quan-Zhi Ye. Asteroidul prezintă o orbită caracterizată de o semiaxă mare de 2,55 ua, o excentricitate de 0,16 și o înclinație de 3,6° în raport cu ecliptica.